# Kontantløst samfund
I et kontantløst samfund udføres finansielle transaktioner ikke med fysiske sedler eller mønter, men i stedet med digital information (normalt en elektronisk repræsentation af penge). Kontantløse samfund har eksisteret fra det tidspunkt, hvor det menneskelige samfund opstod, baseret på byttehandel og andre byttemetoder, og kontantløse transaktioner er også blevet mulige i moderne tid ved hjælp af kreditkort, debetkort, mobilbetalinger og digitale valutaer såsom Bitcoin.
Siden 2019 er antallet af kontantbetalinger i Danmark i fysisk handel reduceret ca. 25 pct. fra 342 mio. betalinger til ca. 257 mio. betalinger i 2021. I 2021 skete 12 pct. af betalingerne i de danske butikker med kontanter. Ifølge undersøgelsen It-anvendelse i befolkningen 2022 fra Danmarks Statistik, der udkom i marts 2023 brugte 98 pct. kontantløse betalinger i 2022. Kortbetaling er mest udbredt med 97 pct. Den næstmest udbredte betalingsmåde er mobilbetaling med 84 pct., og 62 pct. betaler stadig med fysiske mønter og sedler en gang imellem.